# Старые ворчуны
«Старые ворчуны» — комедия режиссёра Дональда Петри.

## Сюжет
Два одиноких старика Джон Гастаффсон и Макс Голдман знают друг друга многие годы и столько же воюют друг с другом. Они вместе ловят рыбу на льду, подшучивают друг над другом и проводят время в наблюдении за улицей. Однажды к ним приезжает жить по соседству вдова по имени Ариэль Трюикс. Экстравагантная и симпатичная женщина сразу привлекает внимание соседей. Старики начинают боевые действия с целью завоевать сердце дамы.
Они оба пытаются назначить свидание, и больше преуспевает Джон. Ариэль явно больше к нему расположена, и дело доходит до того, что она проводит ночь в его доме. Раздосадованный Макс на следующее утро выходит из себя настолько, что сталкивает своим автомобилем шалаш для рыбной ловли Джона на более тонкий лёд, и тот чуть не гибнет. Макс припоминает сопернику старую историю о том, как Джон уже увёл у него в прошлом девушку. Кроме того, Макс угрожает Джону тем, что раскроет его тайны касательно уклонения от уплаты налогов, и Джон сдаётся.
Ариэль уходит к Максу. После всего пережитого у Джона случается сердечный припадок, и он оказывается при смерти. Возле больничной койки Джон признаётся, что по-настоящему любит предмет их соперничества. Противники мирятся, и Ариэль возвращается к Джону. Одновременно разворачивается другая романтическая линия — дети стариков, Мелани и Джейкоб, тоже полюбили друг друга и помогли помириться противникам. Макс и Джейкоб улаживают финансовые проблемы Джона. Финал картины — свадьба Джона и Ариэль.

## В ролях
- Джек Леммон — Джон Гастаффсон
- Уолтер Мэттоу — Макс Голдман
- Энн-Маргрет — Ариэль Трюикс
- Дэрил Ханна — Мелани Гастаффсон
- Кевин Поллак — Джейкоб Голдман
- Осси Дэвис — Чак
- Бёрджесс Мередит — отец Джона
- Бак Генри — Эллиотт Снайдер
- Кристофер Макдональд — Майк
- Джон Линч — эпизод